# Aladin (UNESCO)
Das Adult LeArning Documentation and Information Network (ALADIN) ist 1997 aus einem Workshop bei der CONFINTEA V (Fifth International Conference on Adult Education), der Erwachsenenbildungskonferenz der UNESCO in Hamburg entstanden. Ziel des Netzwerkes ist die Förderung der Kooperation und Kommunikation zwischen derzeit fast 100 Dokumentationszentren der Erwachsenenbildung in weltweit fast 50 Ländern.

## Koordination
ALADIN ist ein Projekt des UNESCO Institute for Lifelong Learning (UIL), das mit Mandat der UNESCO, CONFINTEA V und des UIL Governing Board verschiedenste Aktivitäten durch die Head of Documentation Lisa Krolak in Hamburg in enger Zusammenarbeit mit der internationalen ALADIN Task Force koordiniert.